# Consejo de familia (película)
Consejo de familia es una película francesa dirigida por Costa-Gavras estrenada en 1986 cuyo título original en francés es Conseil de famille.

## Sinopsis
Una familia muy unida (padre, madre, dos hijos) y un amigo leal, Faucon, trabajan en una profesión tan lucrativa como peligrosa: perforadores de bóvedas. Un día, el hijo pequeño, François, exigió acompañar a los hombres a la "obra". El joven resulta ser extraordinariamente dotado. Pero cuando descubre el amor, decide dejarlo todo. Hubo consternación dentro de la familia, que luego se reunió en consejo.

## Ficha técnica
- Título original : Conseil de famille
- Título internacional de habla inglesa : Family Business
- Director : Costa-Gavras
- Guion : Costa-Gavras, basada en la novela El consejo de familia de Francis Ryck
- Asistente-realizador : Frédéric Blum
- Fotografía : Robert Alazraki
- Montaje : Marie-Sophie Dubus
- Casting : Dominique Besnehard, Margot Capelier, Marie-Christine Lafosse
- Escenógrafo : Eric Simón
- Trajes : Corinne Jorry
- Música : Georges Delerue
- Productores : Michèle Ray-Gavras
- Director de producción : Gérard Crosnier
- Compañías de producción : Gaumont,K.G. Productions ,Films A2
- Empresas distribuidoras : Gaumont, European Classics, ZYX Music
- Género : comedia
- Duración : 117 minutos
- Formato : color (material de toma de vistas : Transpalux, Samuelson Alga )
- Idioma original : Francés
- Taquilla Francia : 928.596 entradas
- Fecha de estreno :

 Francia : 19 de marzo de 1986

## Intérpretes
- Johnny Hallyday : el padre (Louis)
- Fanny Ardant : la madre (Marianne)
- Guy Marchand : Maximilien Faucon
- Rémi Martin : François
- Caroline Pochon : Martine
- Fabrice Luchini :El abogado corrupto
- Laurent Romor : François, adolescente
- Ann-Gisel Glass : Sophie
- Juliette Rennes : Martine, niña
- Julien Bertheau : El dueño de la casa de dardos
- Robert Deslandes : El vecino en Bretagne
- Jérôme Barrier :
- Maxime Beaugrand :
- Claudine Berg :
- Françoise Bette :La cuñada
- Philippe De Brugada : El dueño furioso
- Rosine Cadoret : El vecino en el balcón
- Charly Chemouny : El primer gemelo búlgaro
- Emmanuelle Collomb
- Florence Collomb :
- Michel Crémadès :El instalador de Darty
- Marie-Laure Delacotte :
- Gérard Dubois :El hombre del metro
- Marc Estrada :
- Jeanne Herviale :
- François Levantal :
- Françoise Michaud : Nicole
- Sophie Michaud :
- Georges Montillier :
- François Négret :
- Patrick Bauchau : Octavio, el hermano (sin acreditar)

## Producción
Esta película es el primer papel cinematográfico de François Négret y el segundo papel cinematográfico de François Levantal y Rémi Martin.
El rodaje tiene lugar en los estudios Billancourt de Boulogne-Billancourt .
Johnny Hallyday protagonizó anteriormente con Ann-Gisel Glass Detective y volverá a actuar 20 años después con Fabrice Luchini  en la película Jean-Philippe.

## Premios
En 1987, Rémi Martin fue nominado al César al actor más prometedor